# Congridae

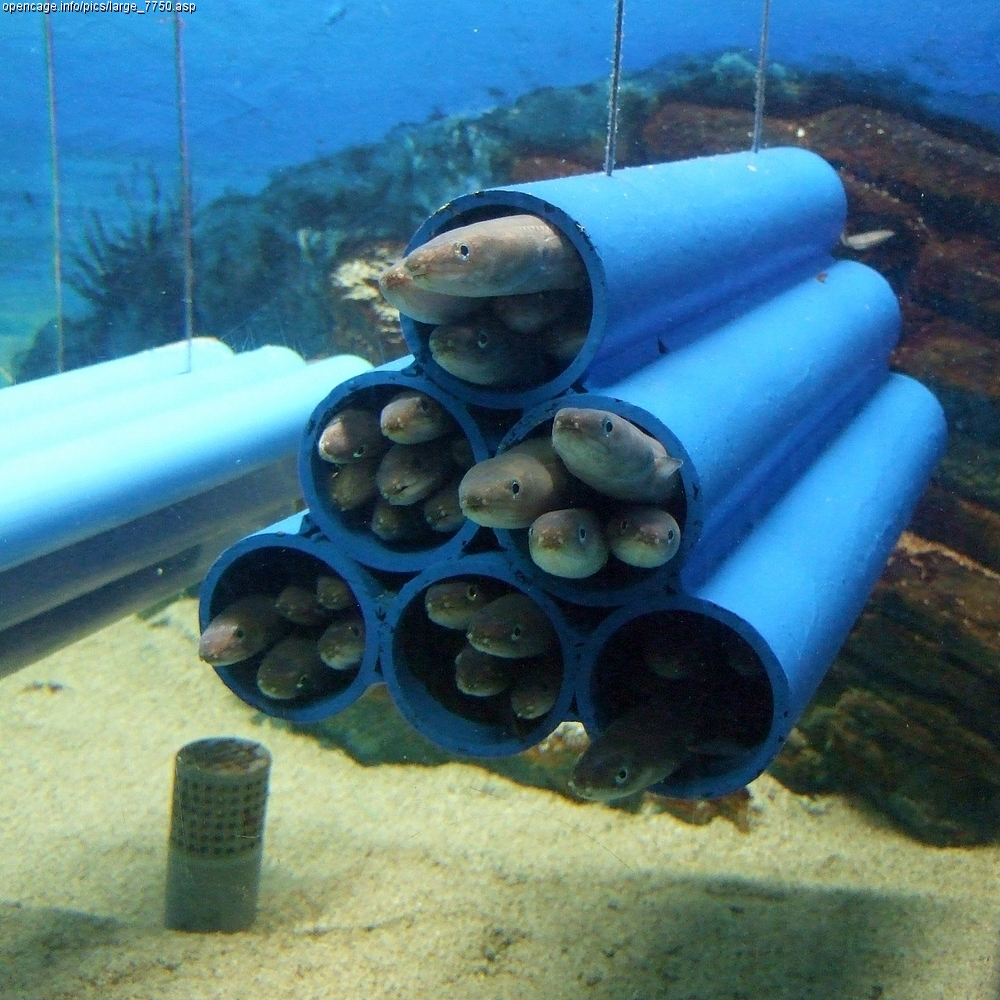
Acuicultura en Japón (Conger myriaster).

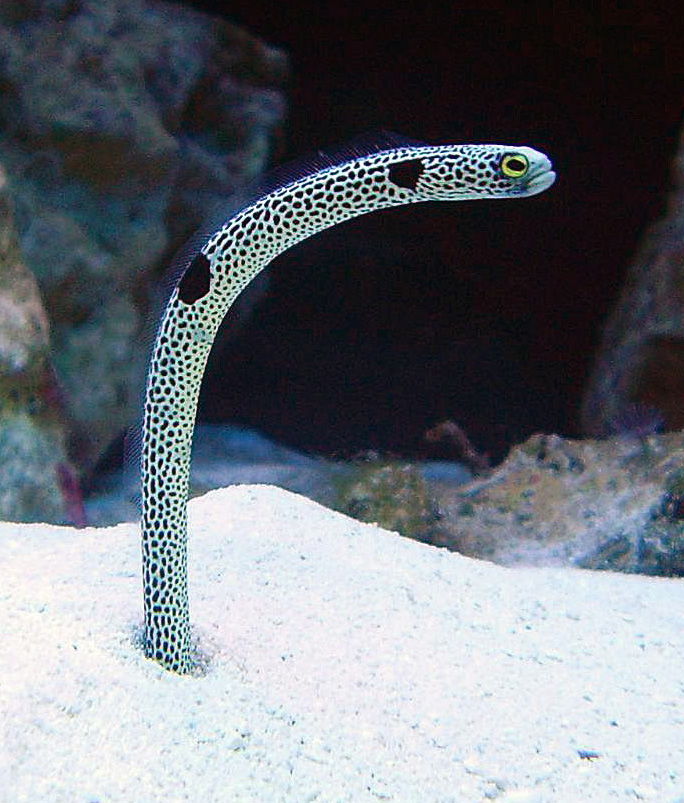
Heteroconger hassi.

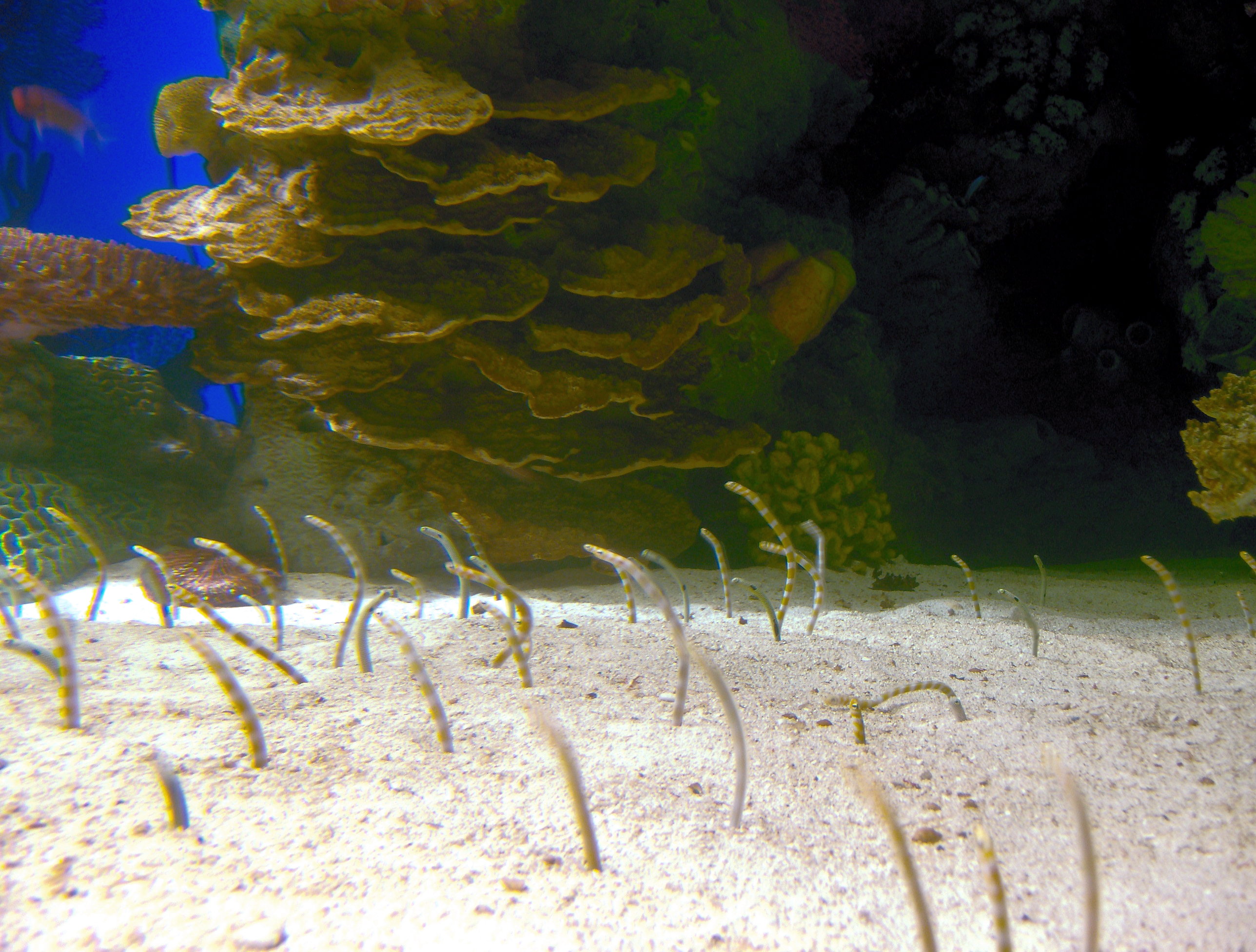
«Jardín de anguilas» de Gorgasia preclara.

Los cóngridos (Congridae) son una familia de peces teleósteos del orden Anguilliformes, distribuidos por los océanos Atlántico, Índico y Pacífico. Su nombre procede del latín conger, que significa congrio. Aparecen por primera vez en el registro fósil en el Cretácico superior.

## Nombre común
Reciben en general el nombre común de congrios, aunque este nombre es ambiguo pues también designa a peces de otras familias de este orden Anguilliformes e incluso de las familias Ophidiidae (orden Ophidiiformes) y Percophidae (orden Perciformes).

## Morfología
Cuerpo alargado anguiliforme y hocico chato, piel desnuda sin escamas, línea lateral completa, normalmente con aletas pectorales.

## Hábitat y forma de vida
Se alimentan de pequeños peces y crustáceos, que cazan principalmente de noche; la mayoría viven en aguas profundas o templadas y son valorados como pescado para alimentación humana.
Los llamados «jardines de anguilas» son colonias de cóngridos (Heteroconger, Gorgasia) que viven en fondos de arena. Cada individuo permanece enterrado en un agujero del que asoma para alimentarse de plancton.
El apareamiento y el desove aparentemente tienen lugar sin producirse la larga migración típica de otros peces anguiliformes.

## Géneros
Existen unas 186 especies agrupadas en los 33 géneros siguientes:
- Subfamilia Congrinae:
  - Acromycter (Smith y Kanazawa, 1977)
  - Bassanago (Whitley, 1948)
  - Bathycongrus (Ogilby, 1898)
  - Bathyuroconger (Fowler, 1934)
  - Blachea (Karrer y Smith, 1980)
  - Conger (Bosc, 1817)
    - Conger conger (Bosc, 1817) - Congrio común

  - Congrhynchus (Fowler, 1934)
  - Congriscus (Jordan y Hubbs, 1925)
  - Congrosoma (Garman, 1899)
  - Diploconger (Kotthaus, 1968)
  - Gnathophis (Kaup, 1860)
  - Japonoconger (Asano, 1958)
  - Lumiconger (Castle y Paxton, 1984)
  - Macrocephenchelys (Fowler, 1934)
  - Paruroconger (Blache y Bauchot, 1976)
  - Promyllantor (Alcock, 1890)
  - Pseudophichthys (Roule, 1915)
  - Pseudoxenomystax (Breder, 1927)
  - Rhechias (Jordan, 1921)
  - Rhynchoconger (Jordan y Hubbs, 1925)
  - Scalanago (Whitley, 1935)
  - Uroconger (Kaup, 1856)
  - Xenomystax (Gilbert, 1891)
- Subfamilia Bathymyrinae:
  - Ariosoma (Swainson, 1838)
  - Bathymyrus (Alcock, 1889)
  - Chiloconger (Myers y Wade, 1941)
  - Kenyaconger (Smith y Karmovskaya, 2003)
  - Ophisoma (Swainson, 1839)
  - Parabathymyrus (Kamohara, 1938)
  - Paraconger (Kanazawa, 1961)
  - Poeciloconger (Günther, 1872)
- Subfamilia Heterocongrinae:
  - Gorgasia (Meek y Hildebrand, 1923)
  - Heteroconger (Bleeker, 1868)